# Biblioteka narodowa Quebecu
Biblioteka narodowa Quebecu (fr. Bibliothèque et Archives nationales du Québec) – rządowa organizacja kanadyjskiej prowincji Quebec. 

## Historia
W 2006 roku miało miejsce połączenie działającej od 1967 roku Bibliothèque nationale du Québec z istniejącym do 1920 roku Archives nationales du Québec w wyniku fuzji zmieniono nazwę na Bibliothèque et Archives nationales du Québec.
Gromadzi przede wszystkim książki wydrukowane w Québecu, mówiące o Québecu i autorów urodzonych w Québecu. Została założona 12 sierpnia 1967 roku. Swoją siedzibę ma w Montrealu. Większa część książek przechowywana jest w Grande Bibliothèque du Québec.
Otrzymuje rocznie 16 milionów dolarów kanadyjskich od rządu na swoją działalność i jest zobowiązana do udostępniania swoich zasobów bezpłatnie każdemu.